# Peotone (Illinois)
Peotone es una villa ubicada en el condado de Will en el estado estadounidense de Illinois. En el Censo de 2010 tenía una población de 4142 habitantes y una densidad poblacional de 851,56 personas por km².

## Geografía
Peotone se encuentra ubicada en las coordenadas 41°19′53″N 87°47′35″O / 41.33139, -87.79306. Según la Oficina del Censo de los Estados Unidos, Peotone tiene una superficie total de 4.86 km², de la cual 4.86 km² corresponden a tierra firme y (0.16%) 0.01 km² es agua.

## Demografía
Según el censo de 2010, había 4142 personas residiendo en Peotone. La densidad de población era de 851,56 hab./km². De los 4142 habitantes, Peotone estaba compuesto por el 96.38% blancos, el 0.77% eran afroamericanos, el 0.19% eran amerindios, el 0.29% eran asiáticos, el 0% eran isleños del Pacífico, el 1.11% eran de otras razas y el 1.26% pertenecían a dos o más razas. Del total de la población el 5.05% eran hispanos o latinos de cualquier raza.